# Anolis hobartsmithi
Anolis hobartsmithi – gatunek jaszczurki z rodziny Anolidae. Endemit Meksyku zagrożony wyginięciem z powodu rozwoju rolnictwa.

## Systematyka
Gatunek zalicza się do rodzaju Anolis, klasyfikowanego obecnie w monotypowej rodzinie Anolidae. W przeszłości rodzaj ten zaliczany był do licznej w gatunki rodziny legwanowatych (Iguanidae).

## Rozmieszczenie geograficzne
Gad stanowi endemit meksykańskiego stanu Chiapas, na północnym zachodzie którego występuje. Żyje na wysokości od 1525 do 2000 m n.p.m. Jego zasięg występowania jest ograniczony.

## Siedlisko
Habitatem tego zwierzęcia są lasy sosnowe i lasy mgliste, aczkolwiek pojedyncze osobniki spotyka się także na terenach otwartych służących pod uprawy. Gatunek posiada pewne możliwości adaptacyjne, jednakże niewystarczające, by sprostać przekształcaniu jego siedliska na tereny rolnicze.

## Zagrożenia i ochrona
Występuje pospolicie. Jednakże całkowita liczebność populacji podlega spadkowi.
Gad jest zagrożony wyginięciem poprzez stratę środowiska naturalnego.